# Niendorf (Amburgo)
Niendorf è un quartiere della città tedesca di Amburgo. È compreso nel distretto di Eimsbüttel.